# Chiesa di San Lorenzo (Vernole)
La piccola chiesa di San Lorenzo è la testimonianza più antica dell'originario Casale di Vernole, situata nei pressi del cimitero comunale di Vernole. A questa chiesa è legato anche l'antico nome del casale, chiamato appunto Casale San Lorenzo. La sua costruzione finì nel 1730, mentre il suo campanile è del 1740. La facciata principale è divisa in tre parti da due trabeazioni, dove sono rappresentate in tre nicchie le statue di Sant'Oronzo, San Giusto e San Fortunato.